# Cronache italiane
Cronache italiane (in lingua francese: Chroniques italiennes) è una raccolta di racconti di Stendhal pubblicata postuma nel 1855; la maggior parte dei racconti furono pubblicati separatamente fra il 1829 e il 1842.

## Elenco dei racconti (edizione 1947)[1]
- Vanina Vanini, pubblicato nella Revue de Paris il 13 dicembre 1829.
- San Francesco a Ripa (San Francesco à Ripa), scritto nel 1831 e pubblicato postumo nella Revue des Deux Mondes nel 1853.
- Vittoria Accoramboni, racconto non firmato, pubblicato nella Revue des Deux Mondes il 1º marzo 1837.
- I Cenci (Les Cenci), racconto non firmato, pubblicato nella Revue des Deux Mondes il 1º luglio 1837.
- La duchessa di Paliano (La Duchesse de Palliano), racconto firmato «F. de Lagenevais», pubblicato nella Revue des Deux Mondes il 15 agosto 1838.
- La badessa di Castro (L'Abbesse de Castro), racconto firmato «F. de Lagenevais», pubblicato nella Revue des Deux Mondes il 1º febbraio e il 1º marzo 1839.
- Troppo favore uccide (Trop de faveur tue), racconto incompiuto, pubblicato nel 1912 nella Revue de Paris col titolo errato Trop de faveur nuit.
- Suora Scolastica, racconto incompiuto iniziato il 15 marzo 1842; Stendhal vi lavorò anche il giorno della sua morte, il 23 marzo 1842; pubblicato la prima volta da André Coq nel 1921.

## Storia editoriale
La gran parte di questi racconti, chiamati da Stendhal genericamente Historiettes, venne pubblicata singolarmente. Spesso i racconti non erano firmati o firmati con lo pseudonimo "F. de Lagenevais", sulle riviste Revue de Paris o Revue des Deux Mondes. Stendhal affermava che tali racconti fossero stati da lui tratti da antichi manoscritti di biblioteca dei quali entrò in possesso verso il 1833, nel periodo in cui era console francese a Civitavecchia.  Le vicende storiche di alcuni di questi racconti (per es., Vittoria Accoramboni o La duchessa di Paliano) sono reali e ben note; altre (per es. La badessa di Castro) sembrano di pura invenzione, ovvero talmente modificate rispetto alla vicenda storica, che la fonte originale non può essere identificata. I commentatori sono pressoché unanimi nel ritenere che questi racconti rappresentino abbastanza bene «quella pienezza di vita che tra passioni e amori lo scrittore vagheggiò sempre in Italia, dalla storia figurativa alla musica e alla società».
Tre di questi racconti («L'abbesse de Castro», «Vittoria Accoramboni, duchesse de Braciano» e «Les Cenci: 1599»), tutti pubblicati sulla Revue des Deux Mondes dal 1837 al 1839, vennero raccolti dallo stesso Stendhal nel 1839 in un volume intitolato L'abbesse de Castro, come uno di essi. Nel 1855 apparvero due raccolte postume con un numero maggiore di racconti:
- la raccolta Chroniques italiennes, curata da Romain Colomb, cugino ed esecutore testamentario di Stendhal, edita da Michel Lévy, nella quale ai tre della raccolta del 1839 si aggiungevano «Vanina Vanini» (il racconto più antico, ambientato in epoca contemporanea), «La Duchesse de Palliano», «Les Tombeaux de Corneto» e «La comédie est impossible en 1836»[7].
- la raccolta Chroniques et nouvelles, edita dalla Librairie Nouvelle, nella quale ai tre precedenti si aggiungevano «Vanina Vanini», «La duchesse de Palliano», «San Francesco a Ripa» e «Le philtre»[8].

La versione definitiva apparirà nel 1947 in una raccolta curata da Henri Martineau per la Bibliothèque de la Pléiade: alla versione curata da Colomb vengono aggiunti tre racconti, apparsi tutti postumi («San Francesco à Ripa», «Trop de faveur tue», «Suora Scolastica») mentre «Les Tombeaux de Corneto» e «La comédie est impossible en 1836» furono eliminati.

## Edizioni
- (FR) M. de Stendhal, L'abbesse de Castro, Paris, Dumont, 1839. Contiene: «L'abbesse de Castro», «Vittoria Accoramboni, duchesse de Braciano», «Les Cenci: 1599».
- (FR) Stendhal, Chroniques italiennes par de Stendhal (Henri Beyle), a cura di Romain Colomb, Paris, Michel Lévy frères, Libraires-éditeurs, 1855. Contiene: «L'Abbesse de Castro», «Vittoria Accoramboni, duchesse de Bracciano», «Les Cenci», «La Duchesse de Palliano», «Vanina Vanini», «Les Tombeaux de Corneto», «La comédie est impossible en 1836».
- (FR) Stendhal, Chroniques et nouvelles de Stendhal, Paris, Librairie Nouvelle, 1855. Contiene: L'abbesse de Castro ; Les Cenci ; La duchesse de Palliano ; San Francesco a Ripa ; Vanina Vanini ; Vittoria Accoramboni ; Le philtre.
- (FR) Stendhal, Romans et nouvelles: texte établi et annoté, a cura di Henri Martineau, collana Collana Bibliothèque de la Pléiade, Paris, Gallimard, 1947. Contiene: «L'Abbesse de Castro», «Vittoria Accoramboni, duchesse de Bracciano», «Les Cenci», «La Duchesse de Palliano», «Vanina Vanini», «San Francesco a Ripa», «Trop de faveur tue», «Suora Scolastica»
- Stendhal, Cronache italiane, collana Collezione I corvi n. 22, traduzione di Clemente Fusero, Milano, Dall'Oglio, 1949.
- Stendhal, Cronache italiane, collana Collezione Narratori stranieri tradotti n. 54, traduzione di Pietro Paolo Trompeo e Mario Bonfantini, introduzione di Mario Bonfantini, Torino, G. Einaudi, 1959.
- Stendhal, Cronache italiane e altri racconti d'Italia, collana Collezione BUR nn. 1414-1418, traduzione di Cesare Giardini, Milano, Rizzoli, 1959. Contiene: «L'abbesse de Castro»; «Vittoria Accoramboni»; «Les Cenci»; «La duchesse de Palliano»; «San Francesco a Ripa»; «Vanina Vanini»; «Trop de faveur tue»; «Suora Scolastica»; «Le juif»; «Souvenirs d'un gentilhomme italien».
- Stendhal, Vanina Vanini e altre cronache italiane, collana Collezione Biblioteca moderna Mondadori n. 663, traduzione di Maria Bellonci, Prefazione di Maria Bellonci, Milano, A. Mondadori, 1961. Contiene: «La duchessa di Paliano»; «Vittoria Accoramboni»; «I Cenci»; «San Francesco a Ripa»; «Vanina Vanini».